# Světová výstava 1958
Světová výstava EXPO 1958 (zkráceně také Expo 58) byla světová výstava konaná od 17. dubna do 19. listopadu 1958 v Bruselu. Pod heslem „Pohled na svět: nový humanismus“ se soustředila nejen na humanitu, ale také na technologii. Jednotliví účastníci zde představili své úspěchy a technický pokrok v oblasti zlepšování celkového blahobytu lidstva. 
Nejznámějším symbolem výstavy se stalo Atomium – 102 m vysoký model krystalové mřížky železa. Expo 58 je jednou z nejslavnějších výstav – navštívilo ji 42 milionů lidí. Byla první velkou světovou výstavou po druhé světové válce.

## Areál výstaviště
Areál výstavy se nacházel na stejném místě jako světová výstava Expo 1935 a po vybudování prefabrikovaného betonového mostu pro pěší přes údolí parku se rozrostl o park Laeken. Areál se tak rozkládal na ploše 200 hektarů mezi palácem Laeken a Palácem století, který byl původně postaven pro Expo 1935 a na Expu 58 ho použili znovu. Podle návrhu Jacquese Dupuises dostal dočasnou novou fasádu s hvězdami a holubicí míru. Byly postaveny také další výstavní haly, včetně paláce č. 7 o rozloze 10 000 m², a vzniklo tak dnešní bruselské výstaviště.
Návštěvníci se mohli po areálu snadno pohybovat pěšky díky širokému betonovému chodníku nebo rychleji pomocí vlaků, které projížděly po hlavních dopravních tepnách. Alternativou byla lanovka se 165 kabinkami, která návštěvníkům umožnila projíždět nad areálem Expa a zároveň se kochat výhledem.

## Expozice
Expo 58 byla první velká světová výstava pořádaná po druhé světové válce. Na ploše 200 ha, která byla rozdělena do 7 sekcí, se nacházelo více než 150 výstavních pavilonů z 52 zemí celého světa.
Expozice byla rozdělena do sedmi různých sekcí:
- Třetinu výstavy (asi 66 ha) zabírala Belgická sekce – celkem 28 pavilonů bylo věnováno především belgickému obchodu a průmyslu.
- Další třetinu (asi 47 ha) zabírala Zahraniční sekce. Celkem zde vystavovalo 46 zemí. Převážnou část tvořily expozice USA, SSSR a Francie.
- 8 ha zabírala sekce Belgické Kongo se sedmi pavilony a tropickou zahradou.
- 1,5 ha s pěti pavilony představovala Mezinárodní sekce s expozicí mezinárodních organizací.
- Folklorní sekce na ploše 5 ha byla věnována restauracím, bistrům, kavárnám a obchodům s upomínkovými předměty.
- O zábavu se starala sekce Atrakce.
- V sekci Restaurace bylo několik prvotřídních restaurací i množství malých kaváren a barů.

Několik mezinárodních pavilonů představilo úspěchy v různých oblastech. Mezinárodní pavilon umění prezentoval 50 let moderního umění a Pavilon vědy vystavoval vědecký výzkum atomů, krystalů, molekul a živých buněk. Komplex zahrnující Pavilon mezinárodních organizací a Pavilon světové spolupráce se zabýval čtyřmi globálními výzvami: demografickým vývojem, potravinami, energií a dopravou.
Expo se konalo uprostřed studené války a bylo místem dialogu. Největší pozemky o rozloze 25 000 m2 měly Spojené státy americké, SSSR, Nizozemsko a Francie. Sovětský pavilon představil repliku satelitu Sputnik a kabinu Lajky, zatímco Spojené státy zvaly návštěvníky k poznávání způsobu života v zemi prostřednictvím Circaramy s 12 kamerami a 12 obrazovkami uspořádanými do kruhu. Na výstavu přijel tehdejší nejvyšší sovětský politik, předseda prezidia Nejvyššího sovětu SSSR, Kliment Vorošilov. Byla to první taková návštěva Západu od roku 1917 a navštívil i pavilon USA.
Nejikoničtější stavbou na výstavišti bylo Atomium, gigantické zobrazení elementárního krystalu železa zvětšeného v poměru 1 ku 165 miliard. Atomium vysoké 102 metrů mělo devět koulí propojených třímetrovými rourami, kterými se návštěvníci Expa po eskalátorech dostávali do atomových muzeí. Do nejvyšší koule, v níž se nacházela restaurace, se návštěvníci mohli dopravit také tehdy nejrychlejším výtahem na světě, který jel rychlostí 18 km/h.

## Československá účast
Pro Československo byla výstava velmi úspěšná. Získalo Zlatou hvězdu a dalších třináct ocenění. Expozici „Jeden den v Československu“ navrhl Jindřich Santar, který spolupracoval s Jiřím Trnkou, Antonínem Kybalem, Stanislavem Libenským a Janem Kotíkem. 

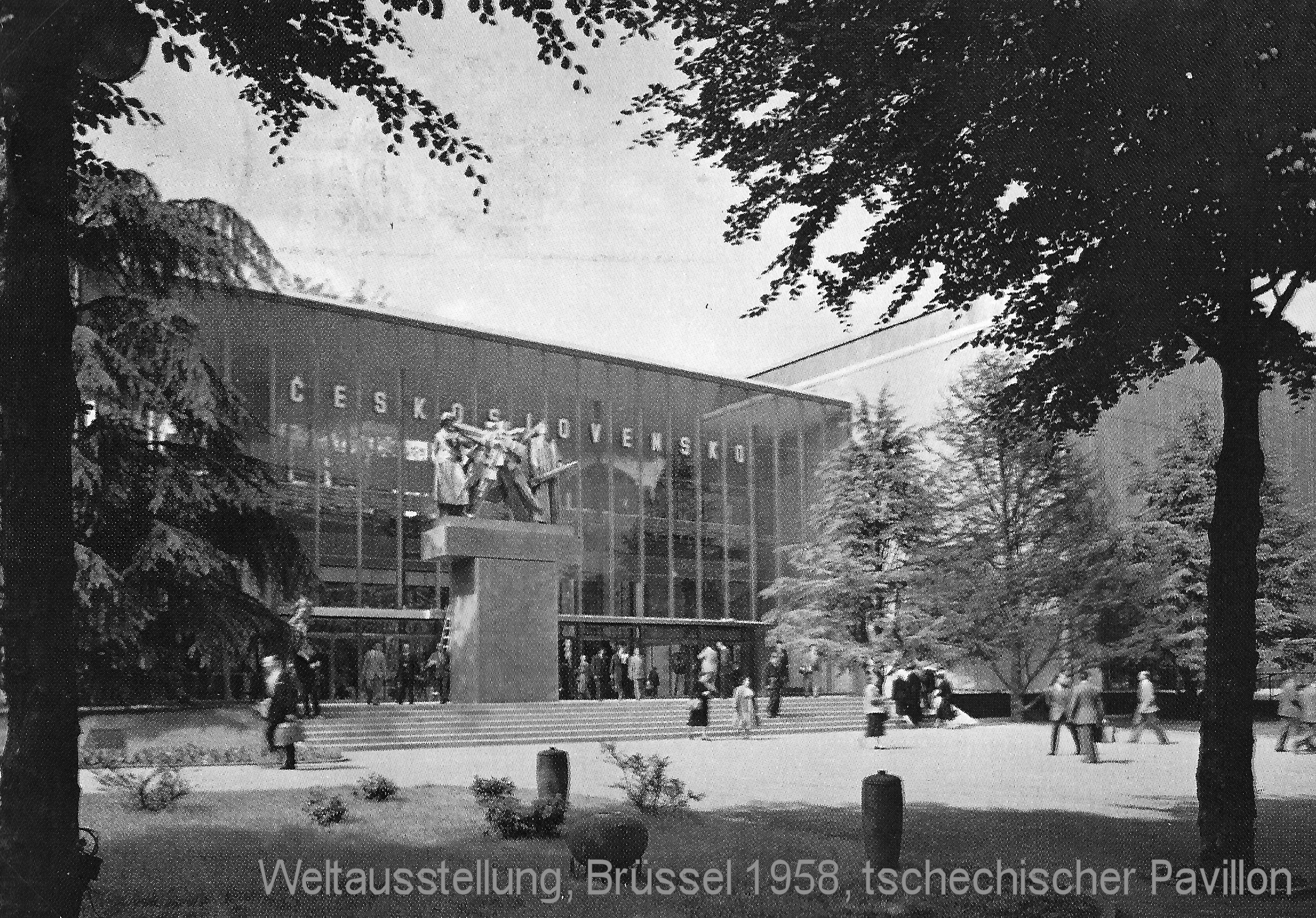
Československý pavilon Expo 58

### Pavilon
Za nejlepší pavilon byl vyhlášen jednoduchý, ale moderní a elegantní československý pavilon Františka Cubra, Josefa Hrubého a Zdeňka Pokorného. Pozornost vzbudila moderně architektonicky řešená restaurace, dále Laterna magika i celková koncepce výstavy. Hlavní cenu v mezinárodní filmové přehlídce získal vědecko-fantastický film Karla Zemana Vynález zkázy. Mezi oceněnými byla také kolekce zlatých šperků s českými granáty, kterou vytvořil Jan Nušl a jeho žáci, mj. Alena Nováková. 
Z výstavních objektů se zachovala jen zaoblená budova restaurace přenesená do Prahy na Letnou. V roce 1964 se stala kulturní památkou.   Na začátku 21. století byla zrekonstruována a později přestavěna na kancelářskou budovu. V roce 2021 Adolf Loos Apartment and Gallery otevřela v objektu novou výstavní síň Expo 58 Art.
Československý výstavní pavilon byl po skončení Expa přemístěn na pražské Výstaviště, kde od roku 1960 Bruselský pavilon sloužil zejména k instalaci řady krátkodobých výstav. Během Všeobecné československé výstavy 1991 byl v jeho prostorách vystaven mj. měsíční kámen. Dne 25. října 1991 pavilon zničil požár a jeho ruina byla bez náhrady stržena.

## Přínos výstavy pro Brusel
V celém Bruselu se díky stavebním úpravám proměnila infrastruktura města: rozšířily se silnice, vznikla nová křižovatka mezi dvěma hlavními nádražími, vybudovaly se nové tunely (Rogier, Stéphanie, Louise, Botanique), viadukty a dálnice a byl zřízen první heliport ve městě. Na Mont des Arts vznikla nová kulturní zařízení v podobě Kongresového paláce (dnes známého jako Square), Galerie Ravenstein a budovy, v níž sídlí Belgická královská knihovna.
Brusel získal komplex Centenary Palace a Atomium (kompletně zrekonstruované v roce 2006) a také některé znovu použité pavilony, jako například Tuillierův pavilon (nyní restaurace vedle Atomia) a Americké divadlo v parku Laeken. Některé pozoruhodné pavilony jako rakouský (nyní muzeum ve Vídni) nebo československý byly přesunuty zpět do domovských států. Další pavilony jsou rozesety po celé Belgii: pavilon společnosti Côte d'Or je nyní diskotékou ve Willebroeku, pavilon dřevozpracujícího průmyslu je nyní sportovní halou v Deurne a pavilon Kanada slouží jako škola v Genku.

## Galerie

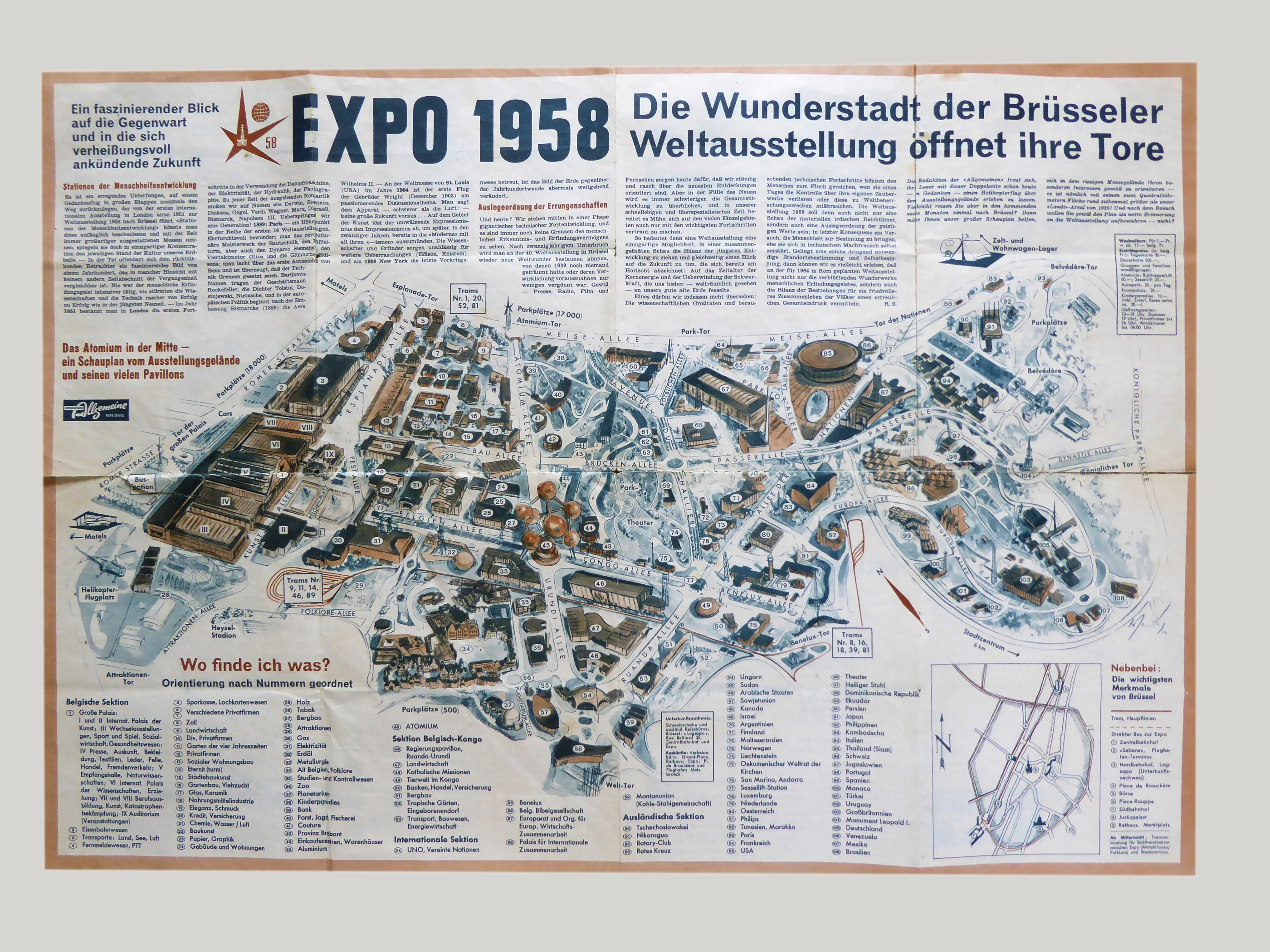
Plánek výstaviště
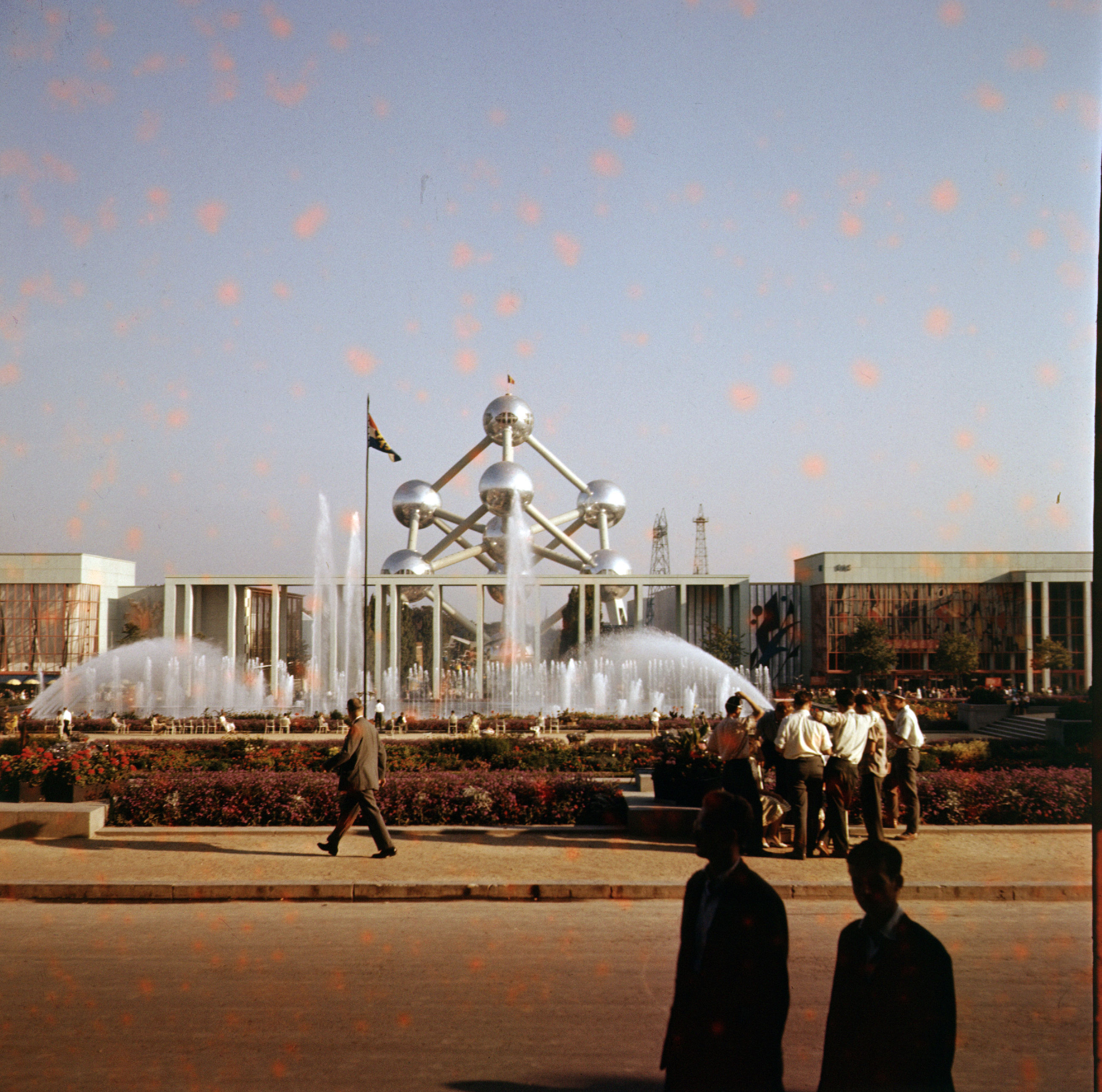
Celkový pohled na Expo
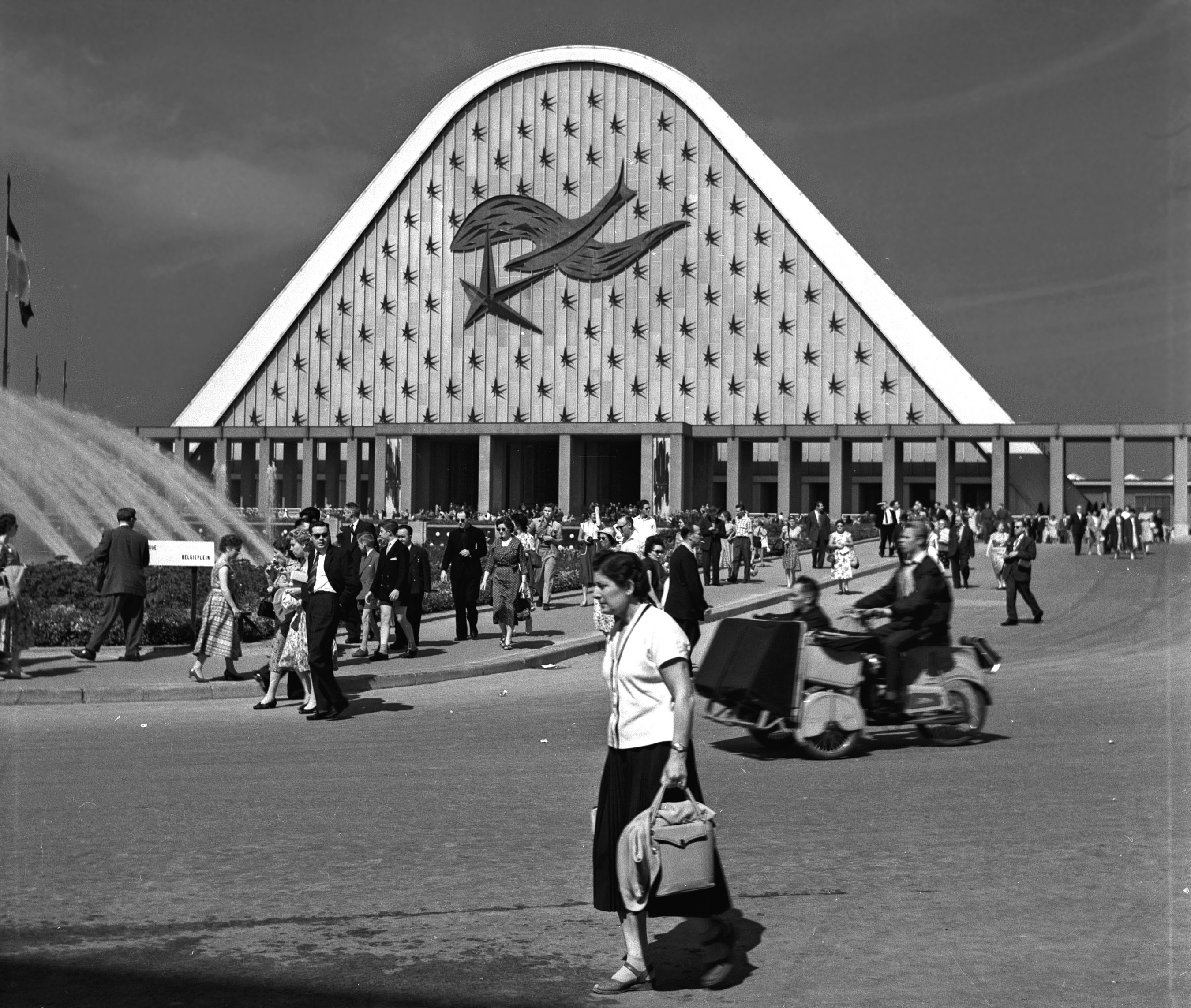
Hlavní vchod na výstaviště – Palác století
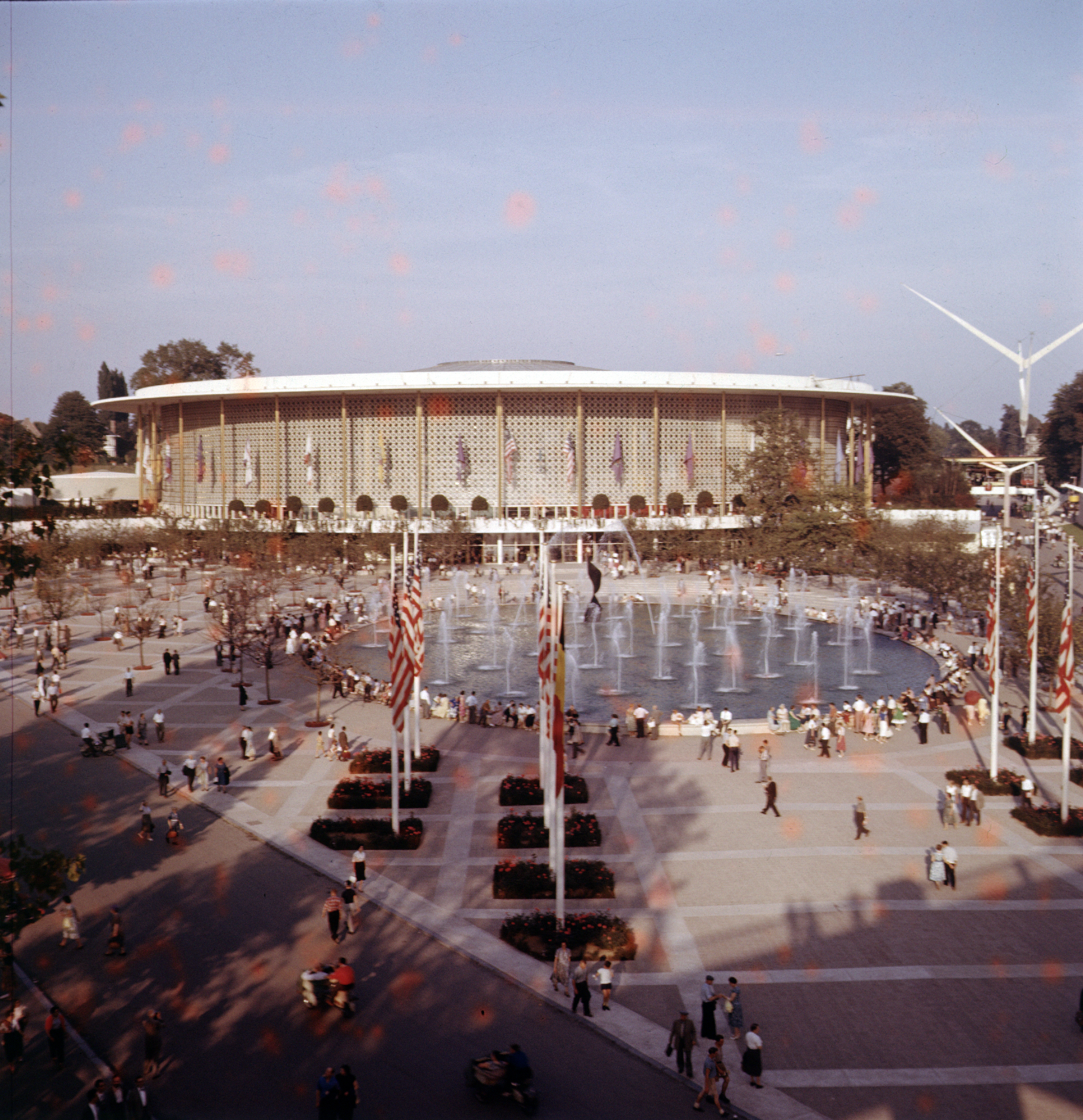
Americký pavilon
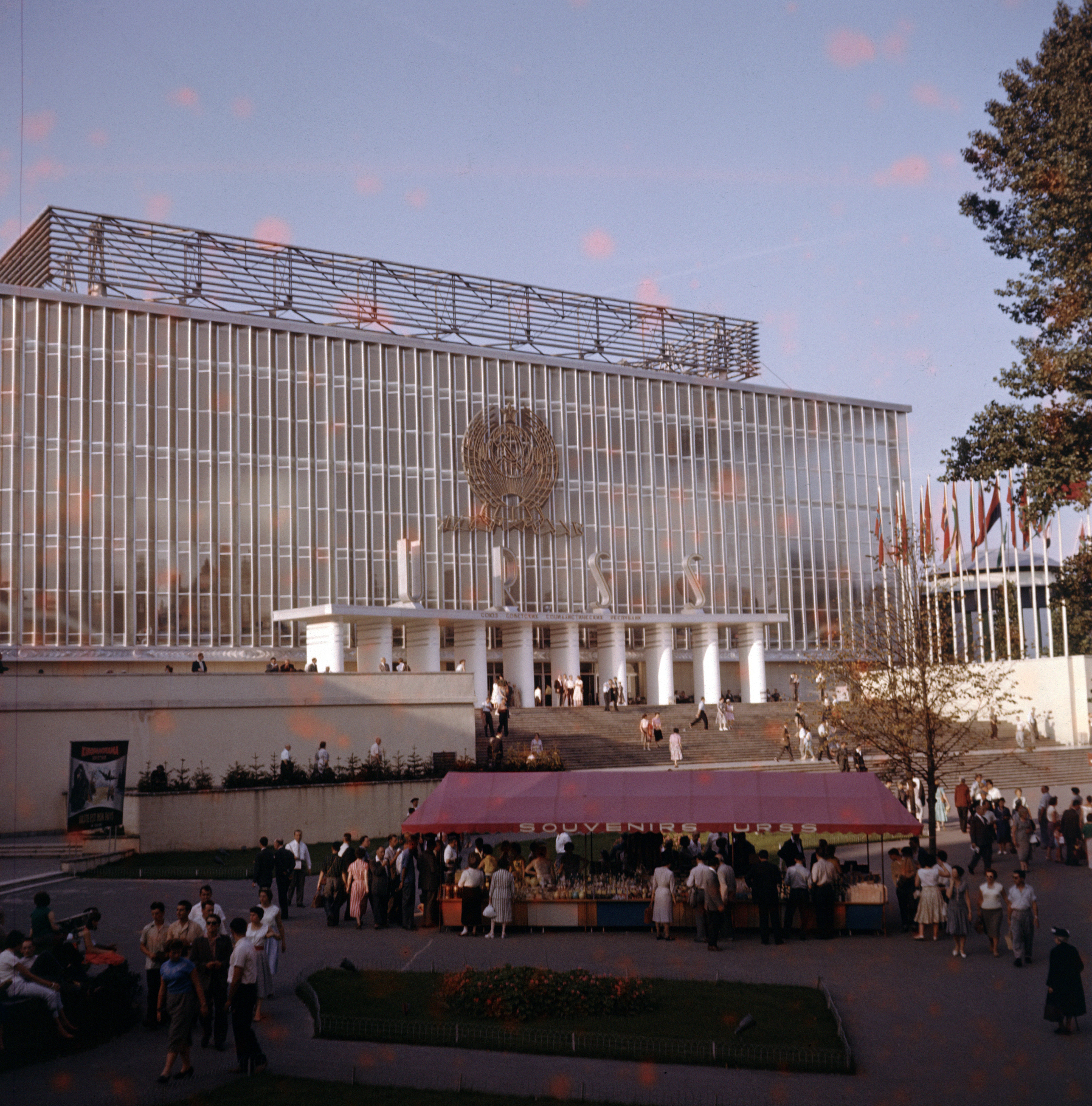
Sovětský pavilon
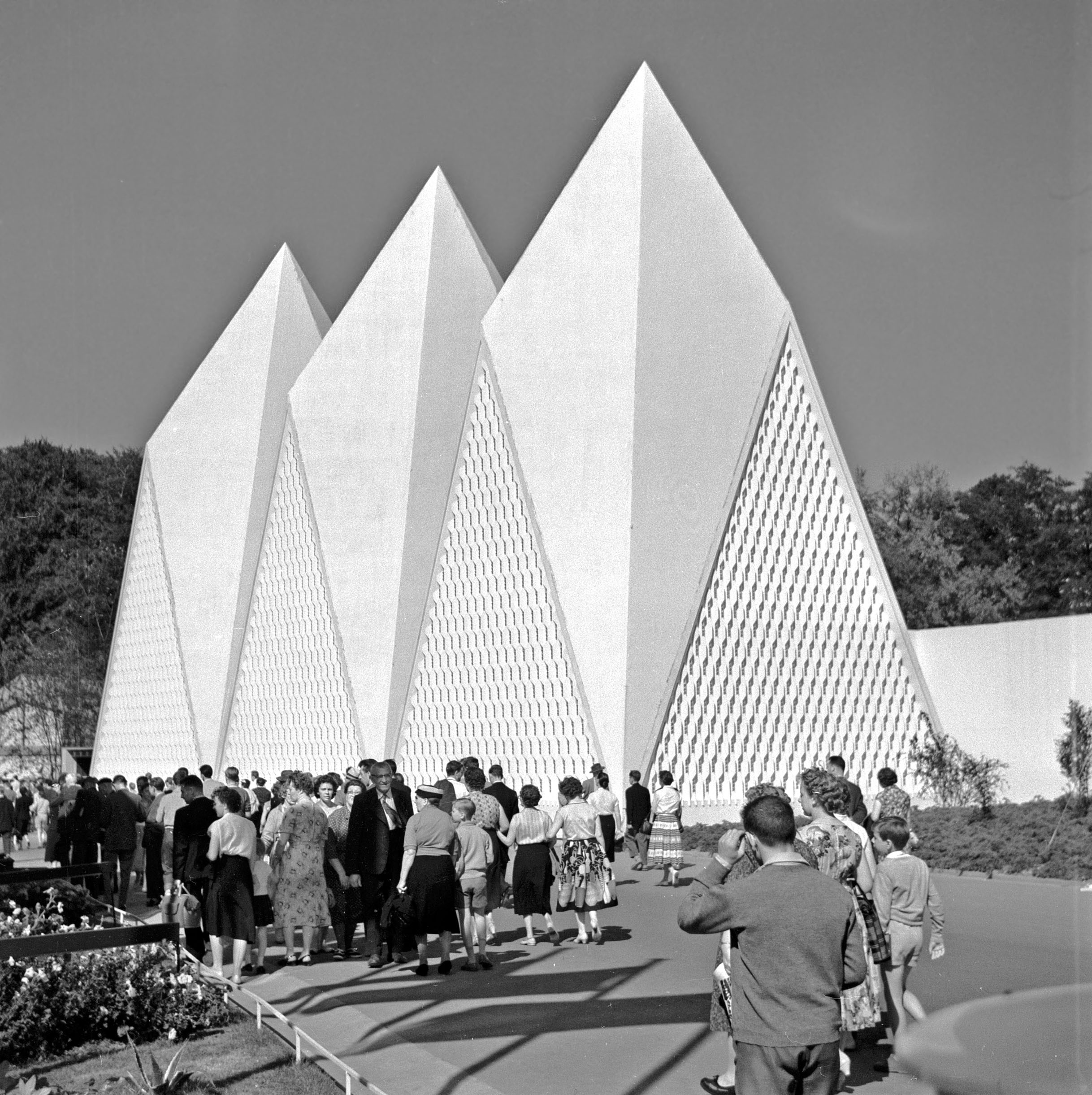
Britský pavilon
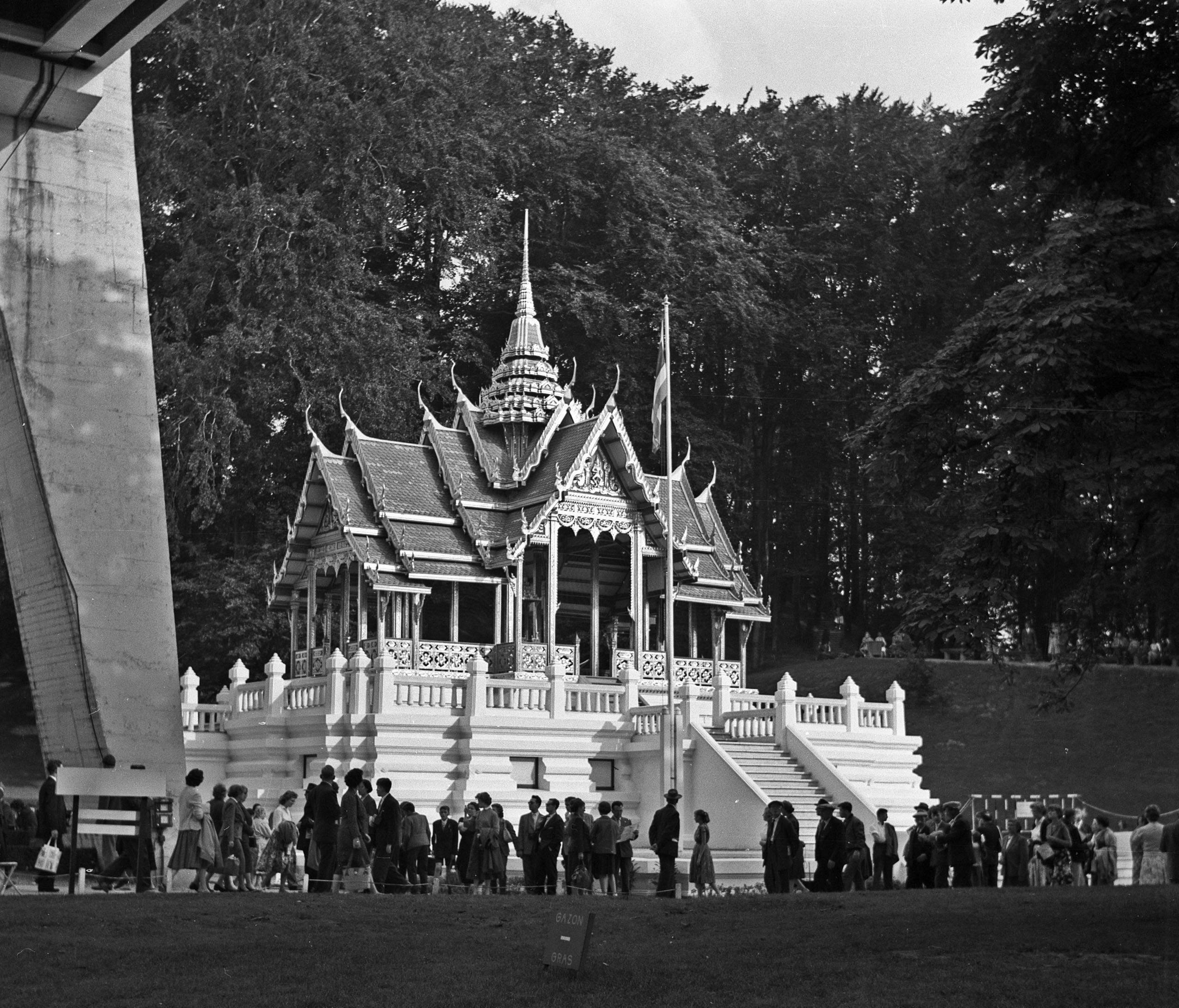
Thajský pavilon
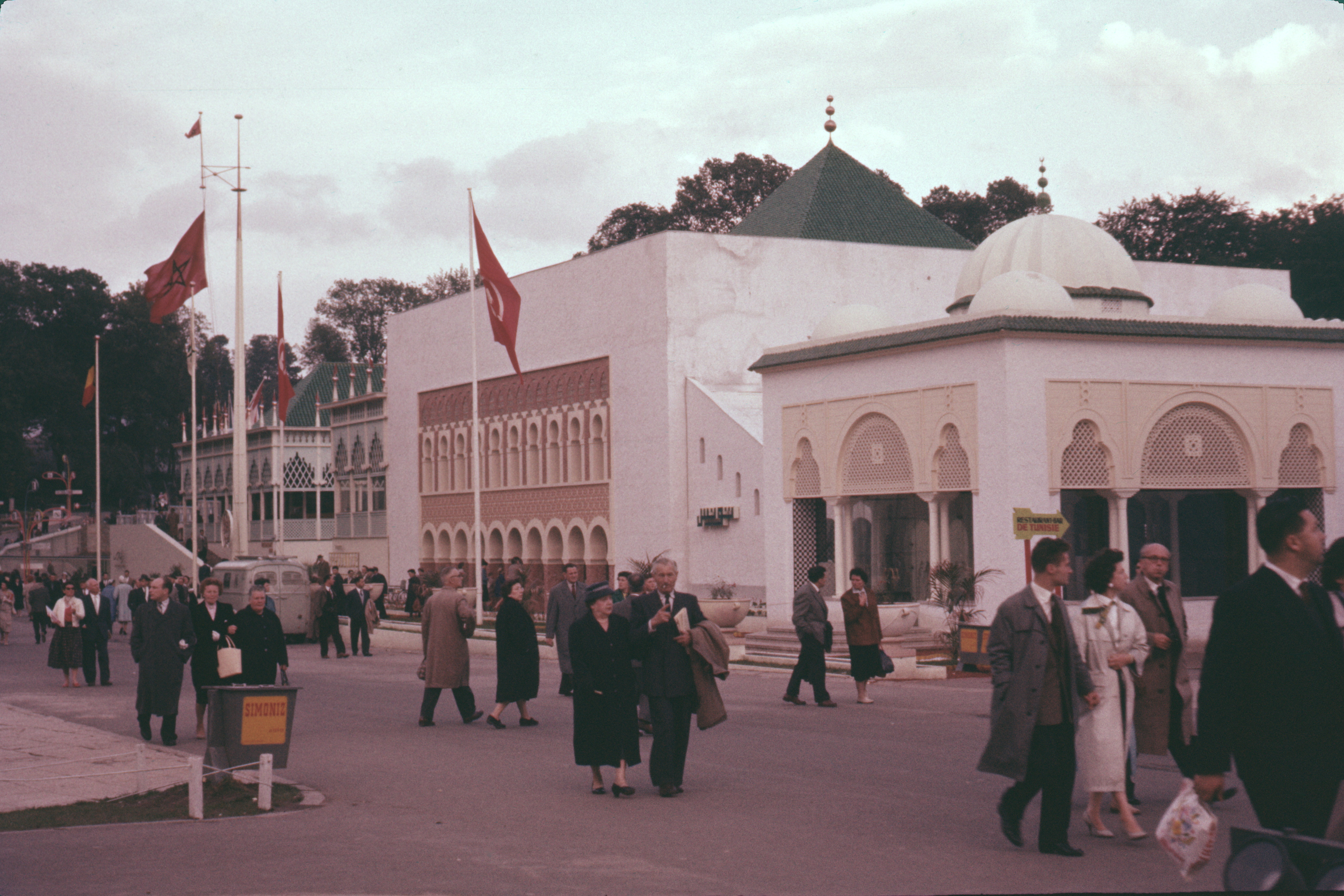
Marocký pavilon
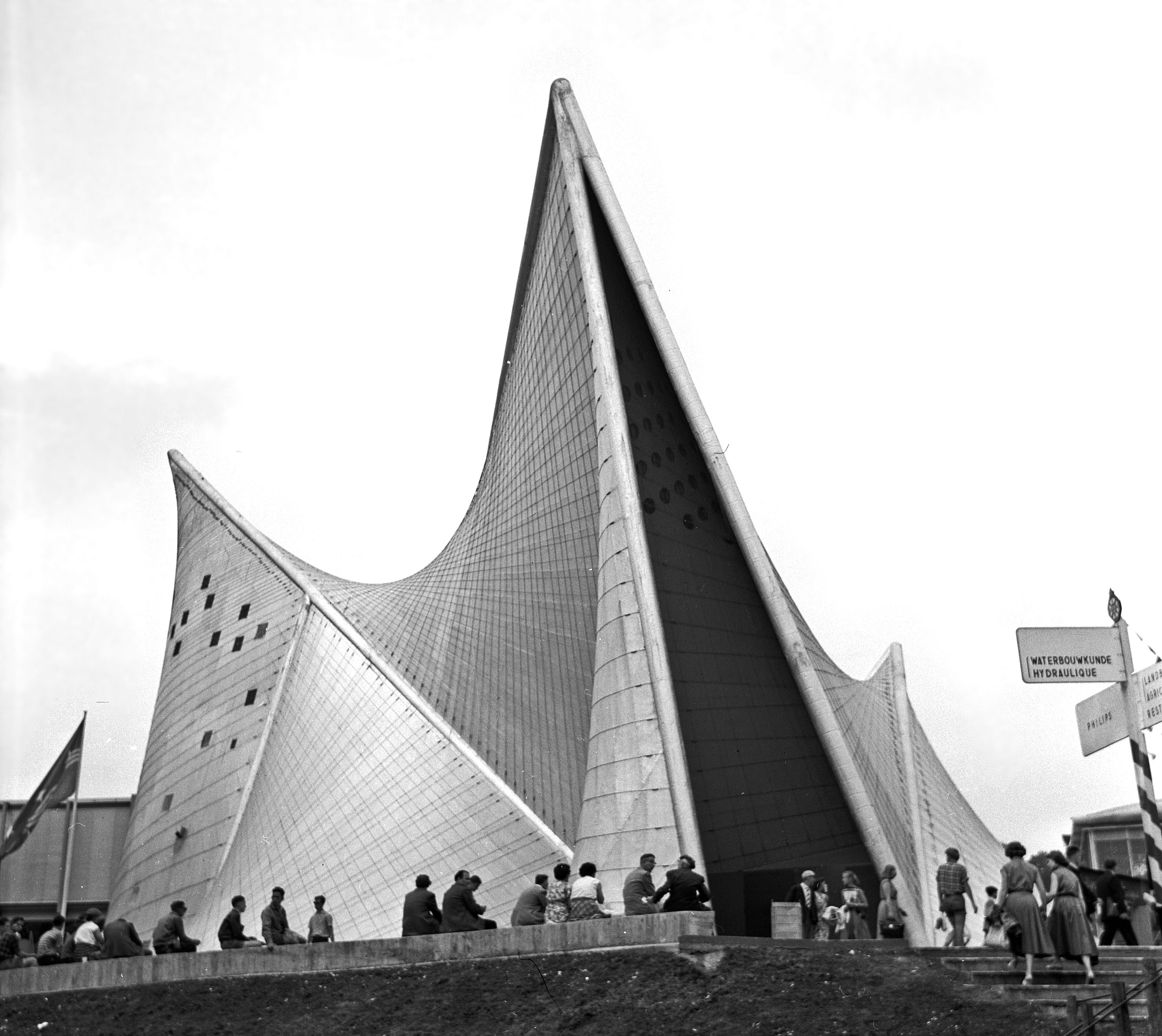
Pavilon společnosti Philips